# 伊曼·維拉尼
伊曼·維拉尼（英語：Iman Vellani，/ɪˈmɑːn vəˈlɑːni/；2002年9月3日—），巴基斯坦裔加拿大女演員，因在Disney+網路影集《驚奇少女》（2022年）中飾演主角卡瑪拉·克汗而知名，後在電影《驚奇隊長2》（2023年）中繼續飾演該角。

## 早期生活
維拉尼出生於巴基斯坦喀拉蚩，一歲時移居加拿大，在伊斯瑪儀派家庭中長大。她畢業於安大略省萬錦市的漁人村高中。維拉尼被選為2019年多倫多國際影展TIFF Next Wave委員會成員。在高中最後一年結束時出演《驚奇少女》之前，維拉尼曾計劃進入安大略藝術設計大學綜合媒體系。

## 職業生涯
2020年9月，據透露維拉尼被選為漫威電影宇宙超級英雄卡瑪拉·克汗，參加漫威工作室和Disney+的網路劇集《驚奇少女》。維拉尼的姨媽給她轉發這個角色的選拔通知，使她在被邀請到洛杉磯試鏡之前提交了一盤試鏡錄影帶 – 最後進行當年2月的現場試鏡，以及6月通過Zoom進行的虛擬試鏡。擔任該劇執行製片人的卡瑪拉·克汗聯合創作人薩娜·阿曼納特特別強調，維拉尼在Zoom試鏡中表示她和卡瑪拉·克汗一樣都是復仇者聯盟的迷妹。阿曼納特說：「她向我展示房間的每個角落，裡面全掛滿了復仇者聯盟。接著她說『哦等等，還沒完呢』，然後打開她的衣櫥，滿滿都是漫威 。」
2022年6月，維拉尼出演《驚奇少女：精彩背後》，這是一部關於該影集製作的紀錄短片。該片以對電影製作團隊和她的採訪為特色，於《驚奇少女》首映前在Disney+上架。2022年6月8日，《驚奇少女》在Disney+頻道首播，標誌著維拉尼的銀幕出道。該系列和她對標題人物的描繪都得到了廣泛的讚譽。《Paste》的凱瑟琳·波特（Kathryn Porter）寫道，維拉尼在這個角色中「大放異彩」，「除了說她體現了卡瑪拉·克汗的真正精神之外，無法解釋她在其中的表現有多棒」。《BBC文化》的穆罕默德·扎希爾（Mohammad Zaheer）稱她是在一個「為她量身定做」的角色中「可愛的魅力集合體」，而《好萊塢報導》的安吉·韓（Angie Han）說維拉尼在她的角色中充滿「青春的活力和不可抗拒的勇氣」。該影集於2022年7月13日完結，共六集。7月，維拉尼以卡瑪拉的身分出現在迪士尼願望號的CGI沉浸式互動體驗《復仇者聯盟：量子相遇》中。8月，她出現在「《驚奇少女》製作特輯」中，這是一部專注於概念化和創建該系列過程的特別紀錄片，包括對維拉尼、演員和創作者的現場採訪。該特別節目在Disney+上播出，作為選集系列漫威影業：創作大本營的第十部作品。
維拉尼將在2023年的電影《驚奇隊長2》中繼續飾演卡瑪拉·克汗，這是2019年電影《驚奇隊長》的續集，也是《驚奇少女》的延續。她還為2024年開播的Disney+動畫《喪屍英雄》中的卡瑪拉配音。

## 影視作品

### 電影
| 年份 | 標題          | 角色                  | 備註 | 來源   |
| ---- | ------------- | --------------------- | ---- | ------ |
| 2023 | 《驚奇隊長2》 | 卡瑪拉·克汗／驚奇少女 |      | [ 40 ] |

### 電視
| 年份 | 標題                     | 角色                  | 備註                                                                                        | 來源   |
| ---- | ------------------------ | --------------------- | ------------------------------------------------------------------------------------------- | ------ |
| 2022 | 《驚奇少女：精彩背後》   | 她自己／卡瑪拉·克汗   | 紀錄短片                                                                                    | [ 23 ] |
| 2022 | 《驚奇少女》             | 卡瑪拉·克汗／驚奇少女 | 迷你劇；主演 土星獎最佳年輕演員演出（串流媒體） 提名—評論家選擇超級獎超級英雄影集最佳女演員 | [ 43 ] |
| 2022 | 《漫威影業：創作大本營》 | 她自己／卡瑪拉·克汗   | 紀錄片系列；特輯：〈《驚奇少女》製作特輯〉                                                  | [ 38 ] |
| TBA  | 《喪屍英雄》             | 卡瑪拉·克汗／驚奇少女 | 配音                                                                                        | [ 42 ] |

### 主題樂園景點
| 年份 | 標題                     | 角色                  | 場地         | 來源   |
| ---- | ------------------------ | --------------------- | ------------ | ------ |
| 2022 | 《復仇者聯盟：量子相遇》 | 卡瑪拉·克汗／驚奇少女 | 迪士尼願望號 | [ 36 ] |

## 外部連結
- 伊曼·維拉尼在互联网电影资料库（IMDb）上的資料（英文）